# Caudan
Caudan (bret. Kaodan) – miejscowość i gmina we Francji, w regionie Bretania, w departamencie Morbihan.
Według danych na rok 1990 gminę zamieszkiwały 6674 osoby, a gęstość zaludnienia wynosiła 157 osób/km² (wśród 1269 gmin Bretanii Caudan plasuje się na 50. miejscu pod względem liczby ludności, natomiast pod względem powierzchni na miejscu 118.).